# Digito

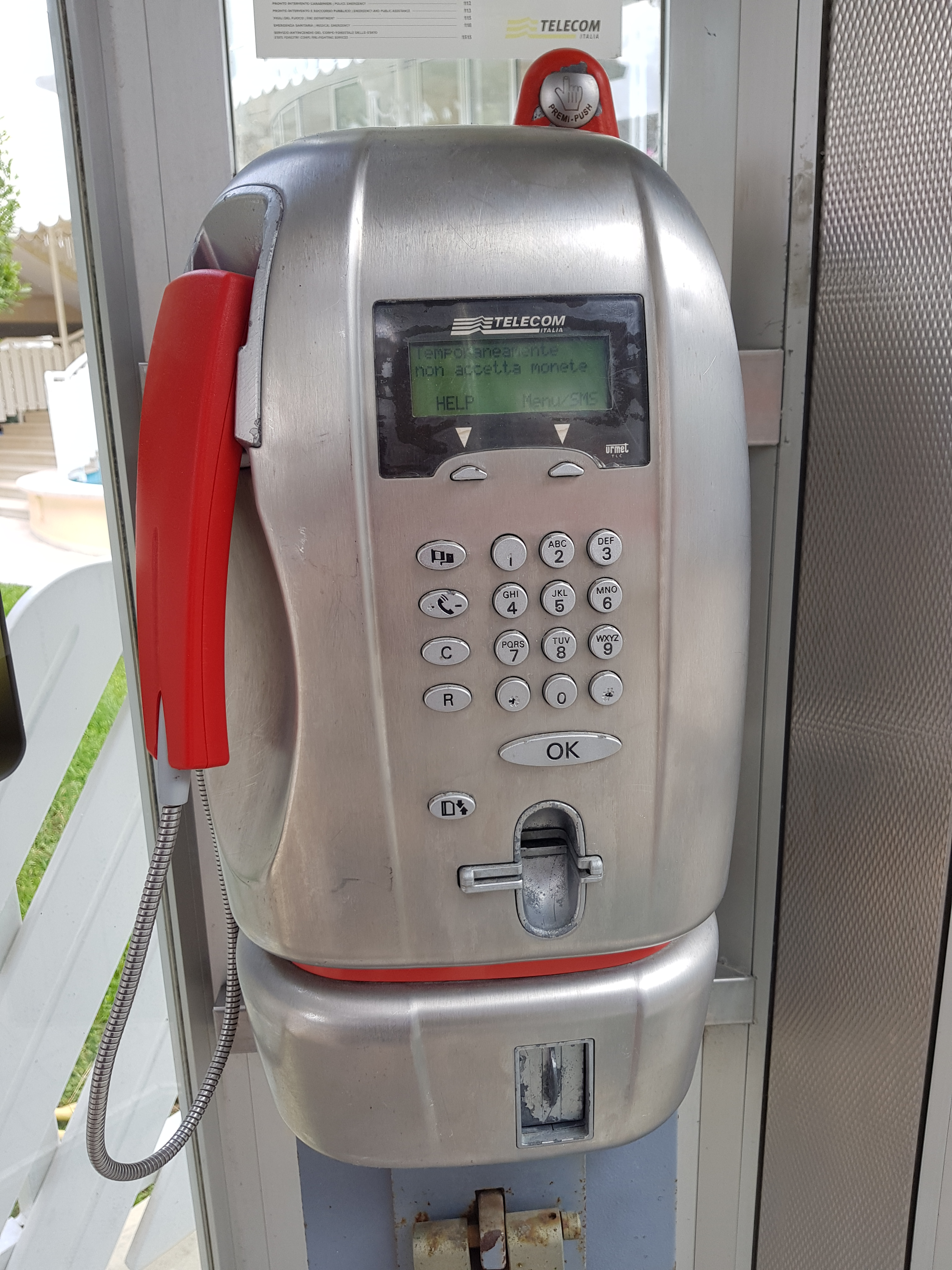
Telefono pubblico "Digito" della Telecom Italia

Il Digito è un telefono concepito da Telecom Italia (poi divenuta TIM) per essere montato nelle postazioni ad uso pubblico, come le cabine. Nato per sostituire l'ormai obsoleto Rotor dal 2002, è prodotto dalle aziende Urmet e IPM Group.

## Storia

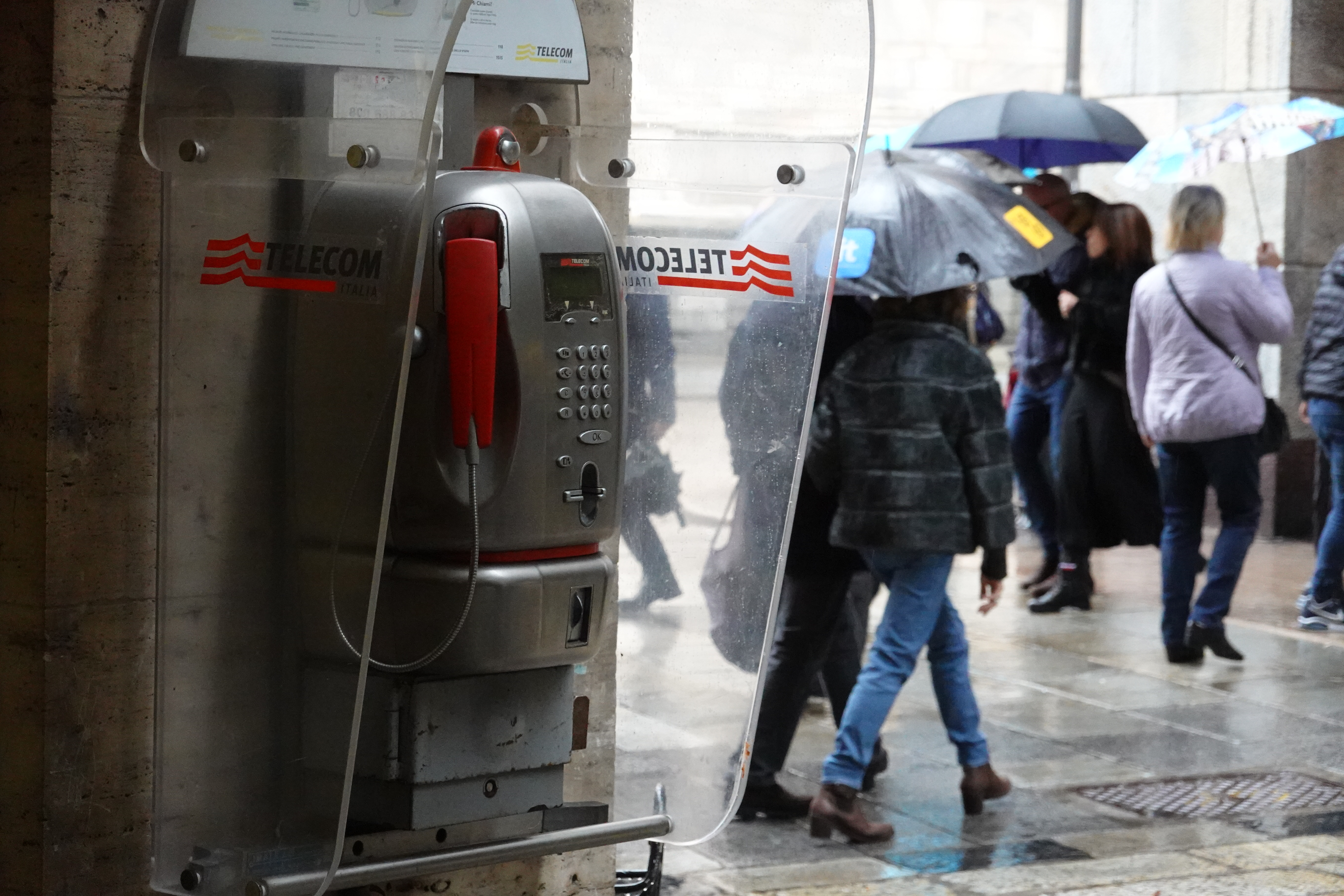
Un Digito in un Puntotel di Milano

L'apparecchio Digito si collega alla rete telefonica nazionale per mezzo della tecnologia digitale ISDN, perciò è in grado di offrire una serie di servizi aggiuntivi oltre al normale traffico di chiamate vocali: un servizio di segreteria utile per lasciare un messaggio se la persona contattata non risponde, un servizio che tramite uno speciale numero di telefono rende l'apparecchio pubblico in grado di ricevere chiamate oltre che effettuarle, servizi per l'invio di SMS, fax ed e-mail, servizi di telefonia a carico del destinatario e altri servizi di tipo informativo: questi ultimi, tuttavia, non sono sempre presenti.
Il Digito è il primo apparecchio telefonico pubblico interamente supportato dalla piattaforma di rete intelligente di Telecom Italia.
Il telefono è costituito da un contenitore in acciaio satinato dalla linea arrotondata, i comandi sono a pulsante e sono anch'essi in metallo, il display è di tipo LCD a matrice, retroilluminato in verde, e permette di visualizzare anche semplici segni grafici oltre ai caratteri alfanumerici. Un apposito comando sulla tastiera permette, prima di iniziare le operazioni di utilizzo, di scegliere la lingua con cui il telefono visualizza i comandi, e un pulsante di aiuto permette di ottenere spiegazioni sul funzionamento del telefono stesso.
Il traffico telefonico negli apparecchi Digito può essere pagato normalmente con le schede telefoniche prepagate e le carte di credito. Digito è nativamente un apparecchio "card-only" e il dispositivo con gettoniera che lo rende in grado di accettare anche il pagamento in monete, con cui viene installato nella maggior parte dei casi, è opzionale. Nel caso di pagamento con monete, quelle il cui credito non è stato utilizzato al termine dell'uso del telefono vengono restituite, mentre quelle utilizzate solo parzialmente restano a disposizione per 3 minuti per eventuali operazioni successive; se i 3 minuti trascorrono senza che si effettui una nuova operazione a pagamento, il credito viene azzerato e trattenuto dall'apparecchio.